# Aruba Marine Park Foundation
De Aruba Marine Park Foundation is een natuurbeschermingsorganisatie uit Aruba. De organisatie is in 2010 gesticht en is een niet-gouvernementele non-profitorganisatie die streeft naar het behoud van het ecosysteem in zee door de vestiging van een officieel zeereservaat voor Aruba.
Belangrijkste projecten zijn:
- het streven naar het ontvangen van de Blauwe Vlag; een internationaal milieumerk voor stranden en jachthavens en een
- de aanleg van een publieke aanlegsteiger voor Aruba.

De Aruba Marine Park Foundation werkt samen met de Hadicurari Fishermen Center. Samen werken ze voor de conservatie van en de educatie over het ecosysteem in de zee. Daarbij zijn ze ook actief in het bestrijden van invasieve vissoorten zoals de Gewone Koraalduivel (Pterois volitans).